# Sigrid Rausing
Sigrid Maria Elisabet Rausing, född 29 januari 1962 i Lund, är en svensk-brittisk antropolog och bokförläggare, bosatt i London. Hon är sedan 2005 ägare till det brittiska bokförlaget Granta och tidskriften med samma namn.

## Biografi
Sigrid Rausing växte upp i Lund och var 18 år då familjen Rausing flyttade till Storbritannien. Hon studerade historia och socialantropologi. vid University of York 1983–86 och tog en magisterexamen i socialantropologi vid University College London 1987. Åren 1993–94 vistades hon på en före detta sovjetisk kolchos i Estland och disputerade 1997 vid University College London. En monograf baserad på denna publicerades 2004: History, memory and identity in post-Soviet Estonia. 
Sigrid Rausing grundade och driver sedan 1995 stiftelsen Sigrid Rausing Trust, tidigare Ruben and Elisabeth Rausing Trust, som stöder arbete för mänskliga rättigheter, kvinnors rättigheter, miljövård och social och ekonomisk utveckling. Den har växt från en mindre välgörenhetstiftelse som stöder ansökningar till en uppsökande professionell organisation, som arbetar i förebyggande syfte. Rausing sitter i styrelsen för Human Rights Watch och var hedersledamot i stiftelsen Teskedsorden. 
Förutom Granta driver hon också tillsammans med maken Eric Abraham film- och bokförlaget Portobello.
Sommaren 2006 var hon sommarvärd i Sveriges Radio P1.

## Familjeförhållanden
Sigrid Rausing är dotter till Hans Rausing och syster till Lisbet Rausing. Hon, fadern och syskonen sålde sina andelar i Tetra Pak till farbrodern Gad Rausing och dennes barn. Hon är i sitt andra äktenskap gift med filmproducenten Eric Abraham, och har en son i sitt tidigare äktenskap. Både hennes förre och nuvarande make är judar, och inför sitt första giftermål konverterade hon till judendomen.

### Redaktörskap
- After the war. Granta; 125. London: Granta. 2013. Libris 14751728. ISBN 9781905881710
- American Wild. Granta; 128. London: Granta. 2014. Libris 16794997. ISBN 9781905881819
- Do you remember. Granta; 126. London: Granta. 2014. Libris 15122435. ISBN 9781905881796